# Speedboard
El Speedboard es un accesorio periférico para la Nintendo Entertainment System lanzado por Pressman en 1991. El periférico era una pieza de plástico diseñada para sostener el controlador NES y permitir al jugador presionar los botones más rápido sin sostener el controlador en sus manos. El Speedboard fue el único accesorio de NES que recibió el respaldo de un piloto de NASCAR, Kyle Petty.
De un anuncio en Nintendo Power c. 1991:

¡Speedboard, la forma más rápida de jugar tu Nintendo Entertainment System! ¡Pone la velocidad a su alcance! ¡Aumenta tus puntajes de juego! ¡Mejor tiempo de reacción y velocidad! ¡Sostiene su controlador para que no tengas que hacerlo!

## Recepción
El Speedboard fue clasificado como el octavo peor controlador de consola por el editor de GamerNode Matthew Erazo. El Speedboard fue recibido negativamente y fue descontinuado unos pocos meses después de su lanzamiento. A menudo se lo considera uno de los peores accesorios de videojuegos.